# Teen Wolf
Teen Wolf är en amerikansk komedi från 1985 regisserad av Rod Daniel. Michael J. Fox spelar en "vanlig" tonåring, men är egentligen en varulv utan att veta det.